# جان براشر
دکتر جان آلفرد براشر (انگلیسی: John Brashear; ۲۴ نوامبر ۱۸۴۰ – ۸ آوریل ۱۹۲۰) ستاره‌شناس، و مهندس اهل ایالات متحده آمریکا بود.

## کار و زندگی

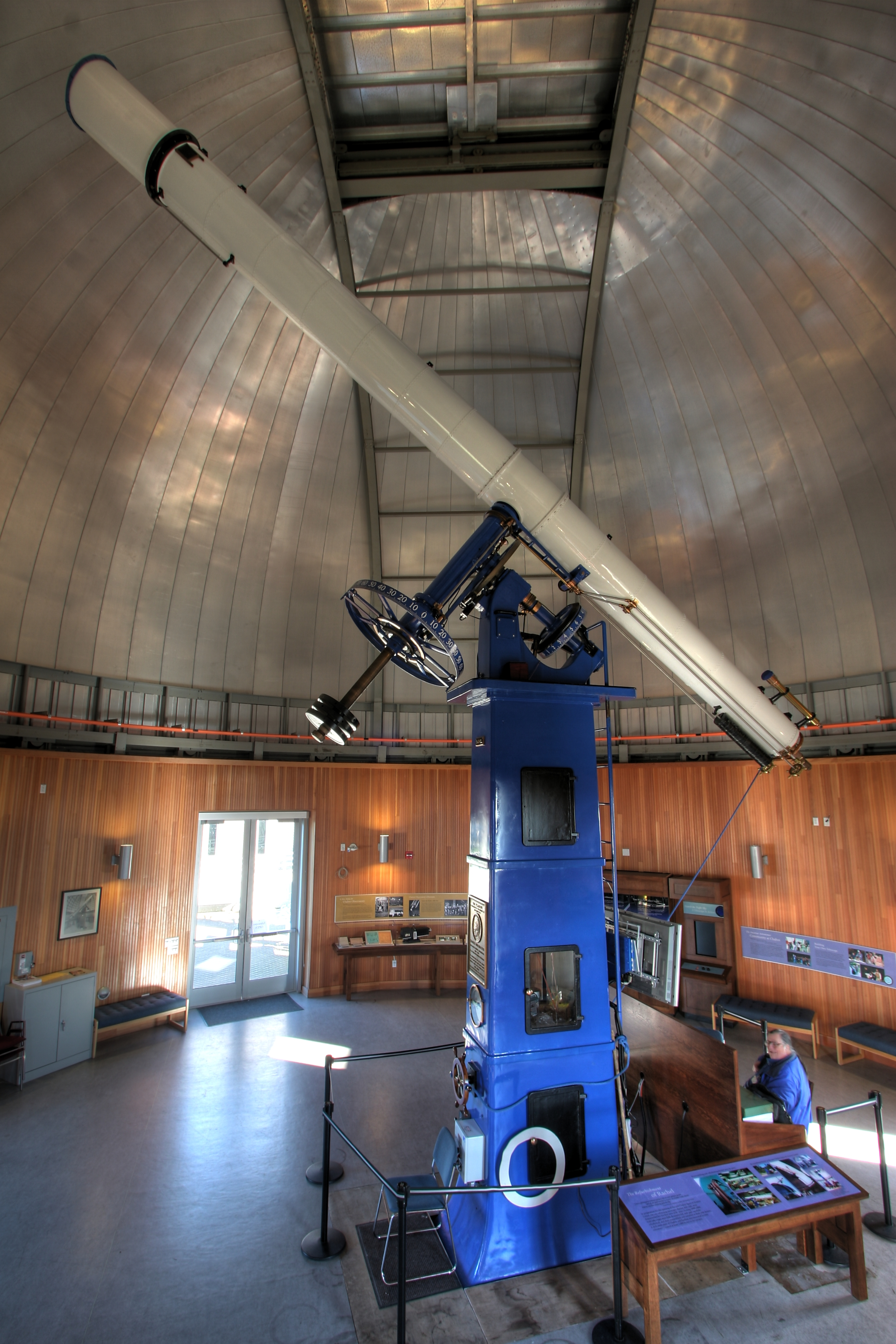
رصدخانه مرکز علوم و فضای شابوت

جان براشر در براونزویل، پنسیلوانیا، شهری در ۳۵ مایلی جنوب پیتسبرگ و در امتداد رودخانه مونونگاهلا به دنیا آمد. پدرش، باسیل برون براشر یک زین ساز اسب بود و مادر وی، جولیا اسمیت براشر، معلم مدرسه بود. او فرزند بزرگ خانواده بین هفت فرزند بود. به عنوان یک پسر، او به شدت تحت تأثیر پدربزرگ مادری خود، ناتانیال اسمیت، که تعمیرکار ساعت بود قرار گرفته بود. وقتی او نه ساله بود پدربزرگش او را به تماشای تلسکوپ «اسکوایر» متعلق به جوزف. پی ومپلر برد. ومپلر در سلسله سفراتش به نقاط مختلف برای نمایش تلسکوپش، به ایستگاه براونزویل رسیده بود. نمایش تأثیرگذار ماه و سیاره زحل در آن تلسکوپ تا آخر عمر در ذهن براشر باقی ماند. پس از پذیرفته شدن در یک مدرسه عمومی تا ۱۵ سالگی او شاگرد یک کارگر بود و در ۲۰ سالگی او دیگر کار و کاسبی خودش را داشت.
در آغاز سال ۱۸۶۱ براشر به عنوان یک آسیاب ساز در یک کارخانه فولادسازی مشغول به کار شد. او علاقه اش را به اخترشناسی در شب‌ها به همراه همسرش، فوئه استوارت دنبال می‌کرد. فوئه استوارت یک معلم مدرسه بود که در سال ۱۸۶۱ با براشر آشنا شد و در سال ۱۸۶۲ با یکدیگر ازدواج کردند. در راستای تهیه یک تلسکوپ، براشر کارگاه خودش را در پشت خانه‌اش در یک زمین به وسعت سه متر مربع بنا کرد و موفق شد یک عدسی نورشکن برای خودش بسازد.
در آغاز سال ۱۸۸۰ او وقتش را به تولیدات نجومی و همچنین صنایع علمی و اجرای آزمایش‌هایش اختصاص داد. او روش نوین و بهبود یافته‌ای را برای عملیات «نقره فام کردن» ابداع کرد. این روش در آن زمان به استانداردی برای ساخت آینه‌های مسطح مبدل شد که معروف بود به «فرایند براشر». این روش تا زمانی که روش خلاء فلزی ابداع شد، استفاده می‌شد. براشر ابزارهای زیادی را اختراع کرد ولی هیچگاه تکنیک و شیوه خود را برای ساخت این صنایع بر ملا نکرد. او شرکتی را به نام «جان ای. براشر» با همکاری دامادش، جیمز برون مکداول، که شریک او هم بود تأسیس کرد. در آن زمان براشر به جائی رسیده بود که ابزار و اختراعاتش در سطح جهان دارای ارزش بودند. لوازم نوری و ابزار دقیق ساخته شده بدست جان براشر به دلیل کیفیت شان تقریباً توسط تمام رصدخانه‌های مهم جهان خریداری می‌شدند. بعضی از آن رصدخانه‌ها هنوز از ابزار جان براشر استفاده می‌کنند. یکی از خدمه‌های او در شرکتش یکی از اختراعات او که یک کپسول زمان بود را خراب کرد که این قضیه موجب وقوع سوءتفاهم‌هایی هم شد.
در سال ۱۸۹۲ او به دومین سفر از سه سفرش به اروپا رفت. آن موقع براشر یک تور برای سخنرانی فراهم کرده بود. در سال ۱۸۹۸ او رئیس رصدخانه الگنی واقع در دانشگاه پیتسبرگ شد. او تا سال ۱۹۰۰ در این پست فعالیت می‌کرد.
از ۱۹۰۱ تا ۱۹۰۴ وی رئیس دانشگاه غرب پنسیلوانیا بود که اکنون به نام دانشگاه پیتسبرگ شناخته می‌شود. تا قبل از این وی از سال ۱۸۹۶ در هیئت امناء این دانشگاه مشغول به خدمت بوده‌است. براشر همچنین یکی از متولیان دانشگاه کارنگی ملون بود و به عنوان رئیس بخش علم و هنر ارائه خدمت می‌کرد. جان و فوئه براشر به خوبی در کلیسا فعالیت می‌کردند. او مدیر گروه کر کلیسای اسقفی متدیست بینگم بود، انجمن کانتاتا را سازماندهی کرد و گروه کر کلیساهای جنوب پیتسبرگ را سازماندهی کرد. در دوران نمایشگاه بین‌المللی پاناما-پسیفیک که در آن تلسکوپ برادران سواسی معروف به تلسکوپ "۲۰ با لنزهای ساخته شده توسط براشر به نمایش گذاشته شده بود، براشر توسط فرمانده ایالت پنسیلوانیا، مارتین گروو برومبو، لقب "برجسته‌ترین فرد ایالت" را گرفت. این تلسکوپ هنوز در مرکز علوم فضایی دانشگاه چابوت واقع در اوکلند، کالیفرنیا استفاده می‌شود. او توسط پنسیلوانیائی‌ها و اخترشناسان بین‌المللی محبوب و تحسین شد، که آن‌ها او را "عمو جان" صدا می‌زدند.
در سال ۱۹۱۹ او توسط سمی به نام پتوماین مسموم شد که باعث تضعیف بدن او در شش ماه آخر عمرش شد. او در ۷۹ سالگی در قسمت جنوبی خانه‌اش دیده از جهان گشود. بدن او در تالار بزرگ یادبود سربازان و ملوانان نگهداری شد.